# Saison NBDL 2001-2002
Navigation
Saison 2002-2003
La saison NBDL 2001-2002 a été la saison inaugurale de la NBA Development League. La ligue a débuté avec huit équipes : Altitude d'Asheville, Riverdragons de Columbus, Patriots de Fayetteville, Groove de Greenville, Flight de Huntsville, Revelers de Mobile, Lowgators de North Charleston et Dazzle de Roanoke. La saison s’est terminée avec la victoire de Groove contre les Lowgators 2-0, au meilleur des trois matchs, pour remporter le premier titre de la NBDL.

## Saison régulière
| Équipe                     | Victoires | Défaites | % de victoires | Écart |
| -------------------------- | --------- | -------- | -------------- | ----- |
| North Charleston Lowgators | 36        | 20       | 64,0           | --    |
| Greenville Groove          | 36        | 20       | 64,0           | --    |
| Columbus Riverdragons      | 31        | 25       | 55,0           | 5     |
| Mobile Revelers            | 30        | 26       | 54,0           | 6     |
| Huntsville Flight          | 26        | 30       | 46,0           | 10    |
| Asheville Altitude         | 26        | 30       | 46,0           | 10    |
| Fayetteville Patriots      | 21        | 35       | 38,0           | 15    |
| Roanoke Dazzle             | 18        | 38       | 32,0           | 18    |

## Playoffs
|  | Demi-finales               | Demi-finales               |                   |   | Finale | Finale |
|  | Demi-finales               | Demi-finales               |                   |   | Finale | Finale |
|  |                            |                            |                   |   |        |        |
|  |                            |                            |                   |   |        |        |
|  |                            |                            |                   |   |        |        |
|  | Greenville Groove          | 2                          |                   |   |        |        |
|  | Greenville Groove          | 2                          |                   |   |        |        |
|  | Columbus Riverdragons      | 1                          |                   |   |        |        |
|  | Columbus Riverdragons      | 1                          | Greenville Groove | 2 |        |        |
|  |                            |                            | Greenville Groove | 2 |        |        |
|  |                            | North Charleston Lowgators | 0                 |   |        |        |
|  | North Charleston Lowgators | North Charleston Lowgators | 0                 | 2 |        |        |
|  | North Charleston Lowgators |                            |                   | 2 |        |        |
|  | Mobile Revelers            | 1                          |                   |   |        |        |
|  | Mobile Revelers            | 1                          |                   |   |        |        |

## Finale 2002
|  |                            |  |    |    |  |
|  | Finale                     |  |    |    |  |
|  |                            |  |    |    |  |
|  |                            |  |    |    |  |
|  | Greenville Groove          |  | 81 | 75 |  |
|  | Greenville Groove          |  | 81 | 75 |  |
|  | North Charleston Lowgators |  | 63 | 68 |  |

## Leaders statistiques
| Catégorie                     | Joueur          | Équipe                     | Statistique |
| ----------------------------- | --------------- | -------------------------- | ----------- |
| Points par match              | Isaac Fontaine  | Mobile Revelers            | 17,4        |
| Rebonds par match             | Thomas Hamilton | Greenville Groove          | 9,4         |
| Passes décisives par match    | Omar Cook       | Fayetteville Patriots      | 7,8         |
| Interceptions par match       | Fred House      | North Charleston Lowgators | 2,5         |
| Contres par match             | Lee Scruggs     | Asheville Altitude         | 2,1         |
| Pourcentage au tir            | Lorenzo Coleman | Roanoke Dazzle             | 60,6%       |
| Pourcentage à 3 points        | Terry Dehere    | North Charleston Lowgators | 45,0%       |
| Pourcentage aux lancer-francs | Isaac Fontaine  | Mobile Revelers            | 90,5%       |

Le premier match se joue à Greenville, le deuxième et l'éventuelle belle se jouant à North Charleston.

## Récompenses
MVP de la saison régulière : Ansu Sesay (Groove de Greenville)
Rookie de l'année : Fred House (Lowgators de North Charleston)
Défenseur de l'année : Jeff Myers (Groove de Greenville)
Prix Jason Collier pour l'esprit sportif : Mike Wilks (Flight de Huntsville)
| All-NBA D-League First Team : - Isaac Fontaine (Revelers de Mobile) - Tremaine Fowlkes (Riverdragons de Columbus) - Thomas Hamilton (Dazzle de Roanoke)/(Groove de Greenville) - Ansu Sesay (Groove de Greenville) - Billy Thomas (Groove de Greenville) | All-NBA D-League Second Team : - Omar Cook (Patriots de Fayetteville) - Paul Grant (Altitude d'Asheville) - Derek Hood (Revelers de Mobile - Terrell McIntyre (Patriots de Fayetteville) - Sedric Webber (Lowgators de Charleston) |